# Спрингфилдски модел 1812
Спрингфилдски модел 1812 (М1812) (енгл. Springfield Model 1795), мускета кремењача произведена је у Спринфилдској фабрици оружја. Мускета је произведена у великој количини од 30.000 између 1814 и 1816 била је то прва мускета Сједињених Америчких Држава која је имала цев дужине 41 инча (104,14 cm) и калибра 0,69 инча. Ова мускета се појавила у служби 1815.
М1812 је заменила модел 1795 која се такође производила у Спрингфилду од 1795. Спрингфилдски модел 1812 мускете (М1812) је 1816 замењен новим моделом мускете 1816.